# 墨丘利号列车 (欧洲)
墨丘利号（德語：Merkur）是曾經运营于德国斯图加特至丹麦哥本哈根间一班国际列车所使用的名称，由德国联邦铁路在1953年至1991年间开行。其命名源自罗马神话中为众神传递信息的使者墨丘利。列车曾先后被纳入长途列车（F）、城际列车（IC）、全欧快车（TEE）和欧城列车（EC）等类别，直至1991年停运。

## 长途列车
1953年，德国联邦铁路首度开行一班命名为墨丘利号的列车，并将其纳入长途列车类别。列车往返于汉堡至法兰克福之间，使用车次为F3/4次，沿莱茵河谷的东岸运行，并途经科隆。1954年，列车的运行线路又南延至斯图加特，其中法兰克福至斯图加特区间因采用蒸汽机车执行一站直达班次而闻名。
1971年，长途列车类别进行了重新调整，墨丘利号被转变为仅搭载一等车厢等级的城际列车类别，并使用IC114/115次的车次编号。与之对应的是另一班长途列车施瓦本之箭号（Schwabenpfeil，F23/24次），后者同样沿莱茵河谷往返于斯图加特至多特蒙德之间，但却在莱茵河的西岸运行，并经停联邦德国首都波恩。随着列车类别的调整，施瓦本之箭号也被纳入了城际列车，车次使用IC110/119次。

## 全欧快车

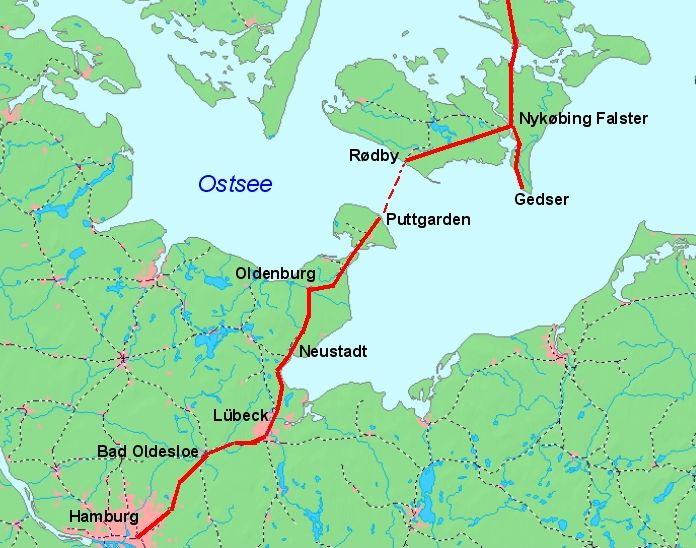
飞鸟航线铁路图

墨丘利号自1974年5月26日起升级为全欧快车类别，并将北段的线路由汉堡延长至丹麦首都哥本哈根，经由飞鸟航线运行。它就此成为丹麦唯一的全欧快车班次，也是唯一在行程中需要使用火车渡轮的全欧快车班次。为了建立在两国首都波恩及哥本哈根间的连接，原施瓦本之箭号被撤销，墨丘利号在汉堡以南使用前者的路线及时刻表运行，并在汉堡火车总站预留充分的停站时间，以方便搭乘其它列车的乘客接驳至此。
| TEE34次 | TEE34次 | 停靠站           | TEE35次 | TEE35次 |
| 里程    | 时刻    | 停靠站           | 时刻    | 里程    |
| ------- | ------- | ---------------- | ------- | ------- |
| 0       | 09:50   | 哥本哈根         | 20:09   | 1205    |
| 183     | 11:32   | 勒兹比           | 18:25   | 1022    |
| －      | 11:55   | 勒兹比（渡轮）   | 18:10   | －      |
| －      | 12:50   | 普特加登（渡轮） | 17:15   | －      |
| 202     | 13:00   | 普特加登         | 17:05   | 1003    |
| 353     | 14:33   | 汉堡             | 15:09   | 852     |
| 466     | ↓       | 不来梅           | 14:10   | 739     |
| 702     | 17:50   | 多特蒙德         | 12:13   | 503     |
| 819     | 19:05   | 科隆             | 10:57   | 386     |
| 1076    | 21:36   | 曼海姆           | 08:26   | 129     |
| 1205    | 22:59   | 斯图加特         | 07:06   | 0       |

列车在德国境内的标准编组由9节经过改良的莱茵的黄金型车厢组成，包括3节开放座车、5节隔间座车及1节餐车。汉堡以北至普特加登区间仅保留1节开放座车及2节隔间座车编组。餐车和其它车厢会在汉堡火车总站解挂，执行TEE1035次继续前往汉堡阿尔托纳车站，返程则执行TEE1034次回到汉堡火车总站。在丹麦境内，墨丘利号还会加挂两节丹麦国家铁路车厢，包括1节沙龙座车及1节隔间座车；而德国的第2节隔间座车则会留在普特加登，只有在客流量充足的情况下才会有3节德国车厢前往哥本哈根。

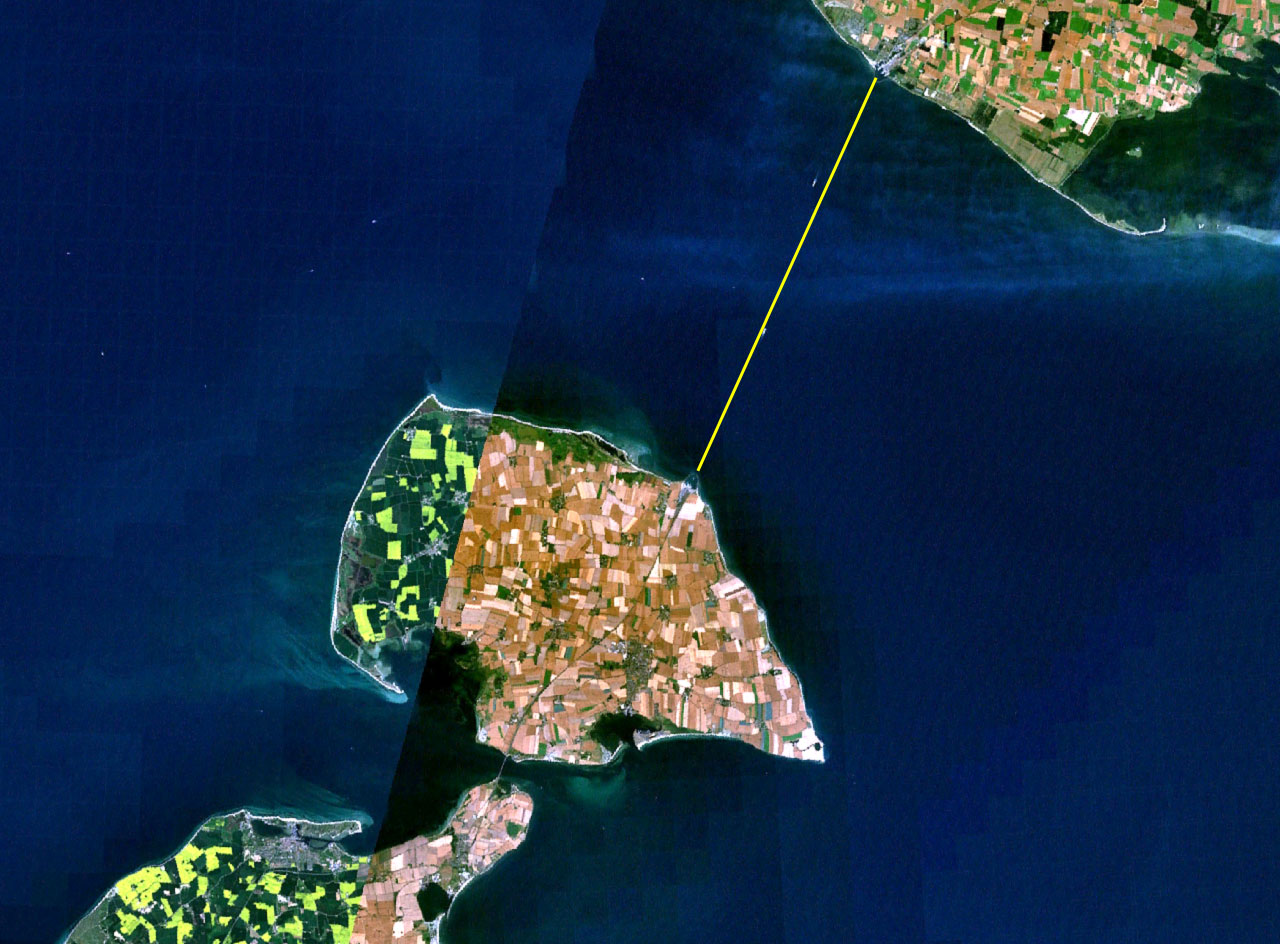
勒兹比至普特加登间19公里长的渡轮航线卫星图

在牵引机车方面，斯图加特至汉堡区间使用德国铁路103型电力机车担当本务机，汉堡至普特加登区间使用德国铁路V200.1型柴油机车；而丹麦境内则使用丹麦国家铁路MY型柴油机车或丹麦国家铁路MZ型柴油机车担当。从勒兹比至普特加登的渡轮行程约为55分钟，每边的装卸时间约5分钟。列车在勒兹比较长的停站时间是因为边境管制检查所造成的，期间不允许乘客自由离开或进入车厢。为了应对语言障碍，列车上会配备掌握多种语言（德语、丹麦语及英语）的女乘务员。
丹麦与德国的列车运作差异也造成了供暖及制冷方面的一些技术问题。由于丹麦的铁路机车无法提供空调制冷所需的电力，因此列车在横渡费马恩海峡时需要加载一节发电车。另一方面由于德国方面并不设列车蒸汽加热功能，因此蒸汽加热会令德国车厢受损变形，这都是由丹麦境内的供暖所造成的问题。
无论是德国联邦铁路或是德国餐车及卧铺车公司都没有在汉堡至哥本哈根之间提供一节完整的餐车进行经营。然而根据全欧快车的标准，列车至少要在车厢中配备可提供餐饮的迷你吧。尽管如此，由于德国和丹麦彼此之间的酒精税率不同，因此各自的含酒精饮品均被禁止在对方国境内销售，反之亦然。这一问题最终通过将迷你吧存放在边境海关设施内得以解决。丹麦的迷你吧在哥本哈根补满后，行至勒兹比时由当地海关卸下并封存保管，再由返程列车装载提供服务。德国的迷你吧也同样在汉堡进行整备，并至普特加登存放于当地海关。因此，咖啡成为了列车在渡轮期间车厢内唯一供应的饮料。

## 城际/欧城列车
自1978年5月28日起，墨丘利号被降级为搭载两舱车厢等级的城际列车类别，使用车次为IC134/135，但沿同样的路线运行。1980年6月1日，列车南段的线路被缩短至卡尔斯鲁厄，车次改用IC132/133次。1985年6月2日，列车的运行线路进一步缩短至法兰克福始发及终到，车次也变为IC130/131次。
墨丘利号在1987年5月31日被纳入新推出的欧城列车类别。同时为了解决原全欧快车网络班次频率较低的问题，另外两班全欧快车汉萨同盟号（Hansa）及斯堪的纳维亚号（Skandinavien）也被引入飞鸟航线，因此每日在汉堡及哥本哈根之间，共有三班高品质的客运服务提供双向运行。至1991年6月1日，欧城列车班次决定采用欧洲的知名人士命名，因此墨丘利号被更名为凯伦·白烈森号（Karen Blixen），原名称不再使用。

## 脚註
1. ↑  Mertens & Malaspina 2007，第358頁.
2. 1 2  Goette 2008，第127頁.
3. ↑  Hajt 2001，第90頁.
4. 1 2  Raabe 2008，第4頁.
5. ↑  Raabe 2008，第3頁.
6. ↑  Goette 2008，第128頁.
7. ↑  Mertens & Malaspina 2007，第360頁.